# Maureen Cleave
Maureen Cleave (1934-2021) foi uma jornalista britânica que trabalhou no London Evening News e também no London Evening Standard na década de 1960, ela chegou a entrevistar as principais personalidades famosas da época, isso inclui o ex-beatle John Lennon e também Bob Dylan.
Maureen Cleave foi a jornalista que entrevistou John Lennon no dia 4 de março de 1966, quando ele afirmou que os Beatles naquele momento eram "mais populares que Jesus". Nessa época ela trabalhava para a London Evening Standard.